# ريتشارد إل. لوسون
ريتشارد إل. لوسون (بالإنجليزية: Richard L. Lawson)‏ هو ضابط أمريكي، ولد في 19 ديسمبر 1929 في فيرفيلد في الولايات المتحدة.